# Wallhausen
Wallhausen , para diferenciar con otras comunidades con el mismo nombre, llamado también Wallhausen (Helme) es un municipio situado en el distrito de Mansfeld-Südharz, en el estado federado de Sajonia-Anhalt (Alemania), a una altitud de 140 metros. Su población a finales de 2015 era de unos 2530 habitantes y su densidad poblacional, 72 hab/km².
Se encuentra a poca distancia al norte de la frontera con Turingia.
La zona urbana está al norte del río Helme, en la ladera sur del cerro Grosser Buchberg (321 m sobre nivel de mar), el cual forma parte de la orilla sur del macizo montañoso del Harz. Hacia el sur, en la parte baja Wallhausen ese extiende a las llanuras del Goldene Aue. El río Helme hace límite con la aldea vecina de Brücken (Helme). Hacia el este se ubica la ciudad de Sangerhausen. 

## Historia
Es el lugar de nacimiento de Otón I (912-973), primer emperador del Sacro Imperio Romano Germánico.